# 謝文炳 (明朝)
謝文炳（1553年—？），字復元，號中斋，福建漳州府龍溪縣人，民籍，明朝政治人物。

## 生平
萬曆元年（1573年）癸酉科福建鄉試第六十四名舉人，萬曆八年（1580年）中式庚辰科會試第一百五十四名，二甲第二十二名進士。礼部觀政，十一年授户部主事，十五年升员外郎，十六年升延綏管粮郎中，十七年升贵阳知府，二十一年降为陕西興安州同知，二十二年升广东南雄府通判。

## 家族
曾祖謝鸞；祖父謝帶；父謝正觀。母姚氏；繼母徐氏。